# Metropolia di Ancira

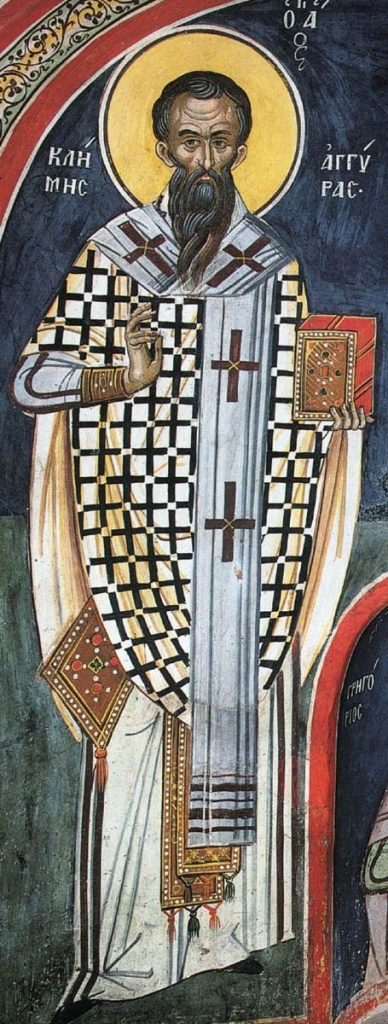
San Clemente di Ancira, martire all'epoca di Diocleziano.

Mappa delle metropolie del patriarcato di Costantinopoli nel XIX secolo.

La metropolia di Ancira (in greco: Ιερά Μητρόπολις Αγκύρας; Iera Mitropolis Ankyras) è una sede soppressa del patriarcato di Costantinopoli.

## Storia
Ancira, l'odierna città di Ankara nel cuore dell'Anatolia, era la capitale della provincia romana della Galazia e poi della Galazia Prima, provincia sorta alla fine del IV secolo per divisione dell'antica regione storica. Nel V secolo la Galazia entrò a far parte della diocesi civile del Ponto.
Non si hanno dato certi sull'origine della comunità cristiana ad Ancira, che la tradizione fonda in età apostolica. Il Martirologio Romano ricorda diversi martiri di Ancira: Clemente vescovo e Agatangelo (23 gennaio), Basilio presbitero (22 marzo), Teodoto e le sette vergini (18 maggio), Proclo e Ilarione (12 luglio), Platone (22 luglio), Giuliano sacerdote (13 settembre), Nilo abate (12 novembre), Filomeno (29 novembre), Gemello (10 dicembre),
Nel IV secolo, con l'affermarsi del cristianesimo, poiché era capitale di una provincia romana, Ancira divenne sede metropolitana. Nelle Notitiae Episcopatuum occupa generalmente il 4º posto nell'ordine gerarchico delle metropolie del patriarcato di Costantinopoli, dopo Cesarea, Efeso e Eraclea.
Ad Ancira furono celebrati alcuni sinodi regionali. Tra questi si ricordano il sinodo del 273, che regolò alcune questioni riguardanti la disciplina ecclesiastica. E soprattutto il sinodo del 314, a cui presenziarono più di cento vescovi di quasi tutte le province asiatiche dell'Impero romano e i cui canoni, che sono giunti fino a noi, sono stati in larga parte recepiti dal concilio ecumenico di Nicea del 325: in esso fu stabilito il divieto riguardante diaconi, preti e vescovi di sposarsi dopo l'ordinazione; venne adottata una serie di misure riguardanti il reinserimento dei lapsi nella Chiesa, alcune norme penitenziali per vari peccati gravi (assassinio, peccati sessuali, magia) e un certo numero di regole disciplinari e amministrative concernenti il clero. Infine un terzo sinodo, di carattere semi-ariano, fu celebrato ad Ancira nel 358, presieduto dal locale vescovo Basilio.
La Notitia attribuita all'imperatore Leone VI e databile all'inizio del X secolo, attribuisce a Cesarea 8 diocesi suffraganee: Tavio, Giuliopoli, Aspona, Verinopoli, Mnizo, Cinna, Anastasiopoli (anticamente Lagania) e Calumene. Le stesse suffraganee sono menzionate ancora nella Notitia del XII secolo, l'ultima che riporta l'elenco delle suffraganee per ogni sede metropolitana. La riduzione della popolazione cristiana nella regione dopo la conquista ottomana porterà alla scomparsa di tutte queste suffraganee, status già attestato dal XV secolo.
Pur essendo documentata in tutte le fonti patriarcali, non è chiaro se Ancira, per i secoli XIV-XVII, fosse una sede residenziale o solamente titolare o se addirittura fosse stata soppressa. A causa della riduzione del numero dei fedeli, la metropolia viveva una difficile situazione economica, che non le permetteva il minimo necessario per la propria sussistenza. La stessa cronotassi episcopale evidenzia che in questi secoli si conoscono i nomi di pochissimi vescovi, e solo dal XVIII secolo la lista dei vescovi si fa più continua.
La comunità ortodossa era ancora numerosa all'inizio del XX secolo, quando si contavano all'incirca 40.000 fedeli, per lo più Karamanlidi. La metropolia comprendeva il vilayet di Ankara, escluso il sangiaccato di Kayseri, che apparteneva alla metropolia di Cesarea; dal 1794 cattedrale metropolitana era la chiesa di San Nicola.
La comunità e l'arcidiocesi sono scomparse in seguito agli accordi del trattato di Losanna del 1923 che ha imposto obbligatoriamente lo scambio delle popolazioni tra Grecia e Turchia.
Il titolo di metropolita di Ancira è ancora assegnato dal patriarcato di Costantinopoli, ma è un semplice titolo vescovile non residenziale. Finora il titolo di Ancira è stato assegnato in una sola occasione, il 10 luglio 2018, a Geremia Kallighiorghis, già metropolita della Svizzera.

## Cronotassi

### Arcivescovi greci
- San Teodoto (o Teodoro) †
- San Clemente † (all'epoca di Diocleziano)
- Marcello † (circa 314 - 335 deposto)
- Basilio I † (335 - circa 344 deposto)
- Marcello † (circa 344 - 353 deposto) (per la seconda volta)
- Basilio I † (353 - 360 deposto) (per la seconda volta)
- Atanasio I † (360 - 361)
- Basilio I † (361 - 362 deceduto) (per la terza volta)
- Atanasio I † (362 - 373 deceduto) (per la seconda volta)
- Anonimo † (prima del 381)
- Arabiano † (prima del 394 - dopo il 400)[7]
- Leonzio † (menzionato nel 404)
- Teodoto † (menzionato nel 431)
- Eusebio † (prima del 446 - dopo il 451)
- Anastasio † (prima del 458 - dopo il 459)
- Doroteo I † (? - 513 deceduto)
- Elpidio † (menzionato nel 536)
- Domiziano † (menzionato nel 537)
- Doroteo II † (menzionato nel 553)
- Frontiniano † (562 - ?)[8]
- Paolo † (prima del 582 - dopo il 595)
- Platone † (menzionato nel 680)
- Stefano I † (menzionato nel 692)
- Basilio II † (menzionato nel 787)
- Teodoro † (prima metà del IX secolo)[9]
- Teodolo † (circa estate/autunno 858 - dopo l'869)[10]
- Daniele † (menzionato nell'879)[11]
- Teofilatto † (menzionato nell'892)
- Gabriele † (prima del 907/908 - 912 deposto)[12]
- Gregorio I † (menzionato nel 945)[13]
- Giovanni † (menzionato nel 997)[14]
- Teofilo I † (inizio dell'XI secolo)[15]
- Giovanni † (XI secolo)[16]
- Michele I † (prima del 1029 - 1032)[17]
- Niceta I † (menzionato nel 1032)[18]
- Nicola † (menzionato nel 1038)[19]
- Michele II † (all'epoca del patriarca Michele I Cerulario, 1043-1059)
- Anonimo † (menzionato nel 1067)
- Niceta II † (prima del 1072 - dopo il 1087)[20]
- Teofilo II † (XII secolo)[21]
- Anonimo † (menzionato nel 1140 e nel 1151)
- Stefano II † (menzionato nel 1157)[22]
- Michele III † (? - 2 luglio 1173 eletto metropolita di Cerasonte)[23][24]
- Cristoforo † (menzionato nel 1232)
- Gregorio II † (prima del 1250 - dopo il 1261)[25]
- Babila † (prima del 1294 - dopo il 1313)[26]
- Anonimo † (menzionato nel 1399)
- Macario † (inizio del XV secolo)
- Costantino † (menzionato nel 1450)
- Marco † (menzionato nel 1458)[27]
- Sabbachio † (menzionato nel 1596)
- Germano †
- Anonimo † (menzionato nel 1603)
- Lorenzo † (prima del 1639 - dopo il 1642/1643)
- Gerasimo † (? - 14 marzo 1674 eletto metropolita di Bizia)[28]
- Atanasio II † (? - circa fine maggio 1709 eletto patriarca di Costantinopoli)
- Neofito † (menzionato nel 1721)
- Antimo † (menzionato nel 1765)
- Gioannizio I † (prima del 1793 - marzo 1811 eletto metropolita di Nicea)
- Sofronio † (marzo 1811 - 1814 deceduto)
- Metodio † (giugno 1814 - 13 maggio 1823 eletto patriarca di Antiochia)
- Agatangelo Myrianthousis † (maggio 1823 - settembre 1827 eletto metropolita di Thiva)
- Teodosio † (ottobre 1827 - 1834 deceduto)
- Gerasimo I Domninos † (1834 - settembre 1836 eletto metropolita di Efeso)
- Cirillo † (settembre 1836 - agosto 1838 dimesso)
- Niceforo † (agosto 1838 - giugno 1845 eletto metropolita di Nyssa)
- Ieroteo † (giugno 1845 - dicembre 1852 dimesso)
- Melezio † (dicembre 1852 - 16 ottobre 1860 eletto metropolita di Filadelfia)
- Gioannizio II Ikonomou † (ottobre 1860 - 25 maggio 1872 eletto metropolita di Filippi)
- Crisante † (25 maggio 1872 - agosto 1877 deceduto)
- Gerasimo II † (3 settembre 1877 - gennaio 1899 deceduto)
- Nicola Sakkopoulos † (1º maggio 1899 - 19 ottobre 1902 eletto metropolita di Maronia)
- Sofronio Nistopoulos † (19 ottobre 1902 - 27 marzo 1910 eletto metropolita di Cesarea)
- Gervaso Sarasitis † (1º aprile 1910 - 17 novembre 1922 eletto metropolita di Alessandropoli)

### Arcivescovi titolari greci
- Geremia Kallighiorghis† (10 luglio 2018  -  20 giugno 2025 deceduto)[29]